# 明石則実
明石 則実（あかし のりざね）は、戦国時代から安土桃山時代にかけての武将・大名。黒田孝高の従弟。

## 生涯
播磨国明石出身。織田氏の家臣・羽柴秀吉が播磨国に入国して姫路城主になった際、従兄の黒田孝高を通じて秀吉に属したとされる。天正10年（1582年）9月25日、明石郡内で1,000石を加増される。
天正11年（1583年）4月の賤ヶ岳の戦いに参加。天正12年（1584年）、小牧・長久手の戦いに参加。天正13年（1585年）3月の紀州征伐では紀伊国太田城攻めで功があり1万石となる。ついで四国征伐にも参加。同年、但馬国豊岡城（城崎城）主となり（その前は枝吉城主）、2万2,000石を領し、左近将監に叙任された。天正15年（1587年）の九州平定では兵800を率いる。翌年の聚楽第行幸では関白となった豊臣秀吉の牛車に供奉している。小田原征伐では秀吉の馬廻として従軍する。
文禄元年（1592年）の文禄の役にも兵800を率いて朝鮮へ渡海し、大邱など釜山から漢城に向かう慶尚道内の要路の防衛を担当するなどしている。
文禄4年（1595年）8月、秀次事件に連座し、改易。小早川隆景に預けられた。のち、切腹させられたという。